# 新山ひでや・やすこ
新山ひでや・やすこ（にいやまひでや・やすこ）は、かつてプロモーション・ススム、漫才協会、落語芸術協会に所属していた夫婦漫才師。1994年（平成6年）2月結成。

## 概要
新山えつや・ひでやで民謡を取り入れた漫才で活躍していたが、突然えつやが脳血栓に倒れ、妻のやすことコンビを組む。やすこと組んだ際のネタは主に替え歌や川柳を織り交ぜた漫才である。そのコンビ誕生の経緯から、「漫才一筋の夫を支え献身愛 初舞台秘話」「主婦が突然漫才師」「人情夫婦漫才」などのタイトルでドキュメンタリー番組で採り上げられた。
胸の前で両腕を「×」の形に交差させ、手のひらをヒラヒラ動かしながら「最高最幸!」と言うギャグがトレードマーク。「最高最幸!」のギャグは、ひでや没後も塙宣之（ナイツ）などが舞台で使っている。また「そういう言い方って、好きだなぁ〜」というギャグもあった。

## メンバー
- 新山 ひでや（本名：柘野 信司、1945年〈昭和20年〉12月25日 - 2019年〈令和元年〉8月23日[1]）
  - 栃木県足利市出身。血液型A型。
  - 漫才協会常任理事を歴任した。
  - 公の場ではカツラを着用している。かねてから漫才協会の若手を中心に“疑惑”が囁かれていたが、2014年にカミングアウト。以後、カツラや頭髪にまつわるギャグを前面に押し出したネタをするようになった[2]。
  - 2019年にがんが見つかり療養中であったが、同年8月23日、大腸がんのため、東京北医療センターで死去[3]。73歳没。
- 新山 やすこ（本名：柘野 保子、1949年〈昭和24年〉11月25日 - ）
  - 茨城県常陸太田市出身。血液型B型。
  - ひでやの死去に伴い、2020年に落語芸術協会を退会[4]。漫才協会サイトからも名前は消えている。

## 出演
- NHKラジオ第1放送「サンデージョッキー」
  - 「真打ち競演」（1995年より2019年3月9日放送分（収録は1月24日）まで出演）
- TBSラジオ「ラジオ寄席」
- NHKBS「BSふれあいステージ」
- 吉幾三舞台公演
- NHK総合テレビ「年忘れ漫才競演」

## 弟子
- 新山真理